# Faulholzmotten

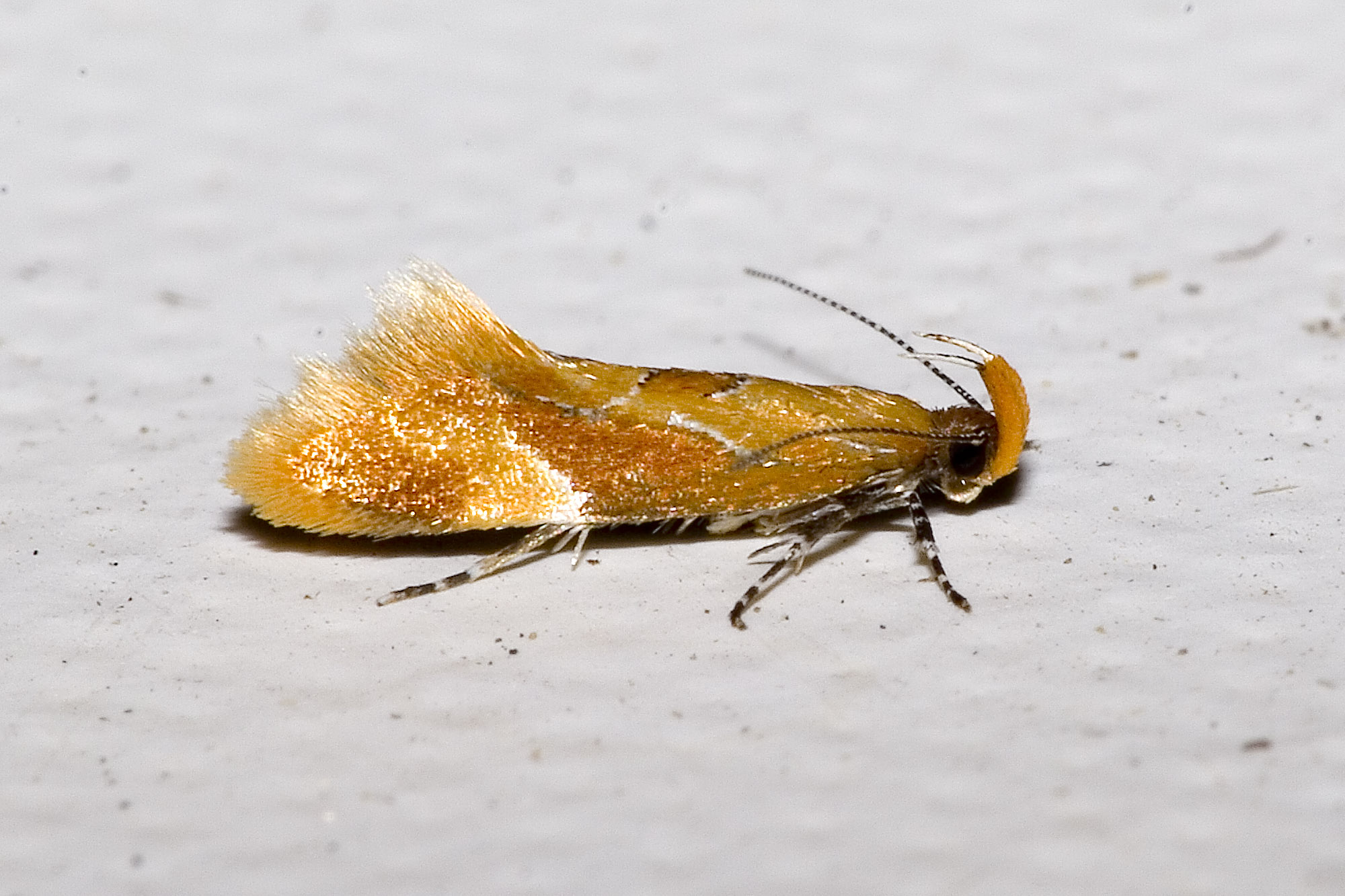
Epicallima formosella: gut erkennbar die nach oben gebogenen Labialpalpen

Die Faulholzmotten (Oecophoridae) sind eine Familie der Schmetterlinge. Sie kommen weltweit mit ca. 3.150 Arten vor, ihr Hauptverbreitungsgebiet ist aber Australien.

## Merkmale
Die Falter erreichen eine Flügelspannweite von 9 bis 27 Millimetern und haben schlanke, langgestreckte Körper. Die Vorderflügel sind schmal und sind zwei- bis dreimal so lang wie breit. Bei manchen Arten sind sie metallisch schimmernd gefärbt oder tragen eine solche Musterung. Die Hinterflügel sind ungefähr gleich breit wie die Vorderflügel und sind zum Teil mit langen Fransen versehen. Die bei beiden Geschlechtern fadenförmigen Fühler sind mittellang bis lang und erreichen 0,6 bis 1,5 mal die Länge der Vorderflügel. Einige wenige Arten haben neben den Facettenaugen auch Punktaugen (Ocelli). Ihre Labialpalpen sind bei vielen den Arten der Oecophorinae lang, sichelförmig nach oben gebogen. Der an der Basis geschuppte Saugrüssel ist zum Teil voll entwickelt, zum Teil komplett fehlend.
Die Vorderflügel haben 13 Flügeladern mit zwei Analadern (1b und 1c). Die Hinterflügel haben 9 oder 10 Adern mit zwei oder drei Analadern (1a, 1b und 1c, oder 1b stark reduziert).

## Lebensweise
Die Falter sind nacht- oder dämmerungsaktiv.
Die Raupen haben neben den drei Brustbeinpaaren vier Bauchbeinpaare und den Nachschieber. Sie leben und ernähren sich versteckt zwischen versponnenen Blättern, in morschem Holz und pflanzlichen Abfällen, tierischen Stoffen oder von Früchten und Samen. Nur wenige Arten leben als Minierer. Die in Australien vorkommenden Arten fressen bevorzugt Myrtengewächse (Myrtaceae). Die sich von Holz und pflanzlichen Überresten ernährenden Arten spielen eine wichtige Rolle in der Verwertung von Biomasse. Es gibt aber auch räuberische Arten. Zum Beispiel ernährt sich eine in Indien vorkommende Art von Lackschildläusen. Die Raupen können für den Menschen unangenehm werden, denn sie können bei genügend Feuchtigkeit an Getreide oder Wolle, Teppichen und Textilien durch ihre Gespinste und den Fraß Schäden anrichten. Dies gilt z. B. für die weltweit verbreitete Kleistermotte (Endrosis sarcitrella).
Die Raupen der Faulholzmotten wurden aber auch schon absichtlich in anderen Klimazonen eingeschleppt, um dort ebenfalls durch Menschen importierten Pflanzen Herr zu werden. In Neuseeland wurde eine Art aus Hawaii gegen den aus Europa eingeschleppten Stechginster (Ulex europaeus) ausgewildert und in den USA wird mit Agonopterix alstroemeriana gegen den Gefleckten Schierling (Conium maculatum) vorgegangen.

## Systematik
Die Familie der Faulholzmotten ist in Europa mit zwei Unterfamilien und 139 Arten und Unterarten vertreten, von denen in Mitteleuropa 57 Arten vorkommen.

### Familie Oecophoridae

#### Unterfamilie Deuterogoniinae
- Deuterogonia pudorina (Wocke, 1857)

#### Unterfamilie Oecophorinae

##### Tribus Carcinini
- Carcina quercana (Fabricius, 1775) – Eichen-Faulholzmotte

##### Tribus Crossotocerini
- Crossotocera wagnerella Zerny, 1930

##### Tribus Oecophorini
- Alabonia chapmani Walsingham, 1903
- Alabonia geoffrella (Linnaeus, 1767)
- Alabonia herculeella Walsingham, 1903
- Alabonia staintoniella (Zeller, 1850)
- Batia inexpectella Jäckh, 1972
- Batia internella Jäckh, 1972 – Mittlerer Ginsterrindenfalter
- Batia lambdella (Donovan, 1793) – Großer Ginsterrindenfalter
- Batia lunaris (Haworth, 1828) – Kleiner Ginsterrindenfalter
- Batia lutosella Jäckh, 1972
- Bisigna procerella (Denis & Schiffermüller, 1775)
- Borkhausenia fuscescens (Haworth, 1828)
- Borkhausenia gelechiella (Wocke, 1889)
- Borkhausenia gredoensis Rebel, 1937
- Borkhausenia luridicomella (Herrich-Schäffer, 1856)
- Borkhausenia minutella (Linnaeus, 1758)
- Borkhausenia nefrax Hodges, 1974
- Borkhausenia predotai Hartig, 1936
- Borkhausenia venturellii Costantini, 1923
- Buvatina iremella Junnilainen & K. Nupponen, 1999
- Buvatina tineiformis Leraut, 1984
- Callimodes heringii (Lederer, 1864)
- Crassa pulverosella (Heinemann, 1870)
- Crassa tinctella (Hübner, 1796)
- Crassa unitella (Hübner, 1796)
- Dasycera imitatrix Zeller, 1847
- Dasycera krueperella Staudinger, 1870
- Dasycera oliviella (Fabricius, 1794)
- Decantha borkhausenii (Zeller, 1839)
- Decantha iagathella (Walsingham, 1903)
- Decantha luquetiella Vives, 1986
- Denisia albimaculea (Haworth, 1828)
- Denisia aragonella (Chrétien, 1903)
- Denisia augustella (Hübner, 1796)
- Denisia coeruleopicta (Christoph, 1888)
- Denisia fiduciella (Rebel, 1935)
- Denisia graslinella (Staudinger, 1871)
- Denisia luctuosella (Duponchel, 1840)
- Denisia luticiliella (Erschoff, 1877)
- Denisia muellerrutzi (Amsel, 1939)
- Denisia nubilosella (Herrich-Schäffer, 1854)
- Denisia obscurella (Brandt, 1937)
- Denisia pyrenaica Leraut, 1989
- Denisia ragonotella (Constant, 1885)
- Denisia rhaetica (Frey, 1856)
- Denisia similella (Hübner, 1796)
- Denisia stipella (Linnaeus, 1758)
- Denisia stroemella (Fabricius, 1779)
- Denisia subaquilea (Stainton, 1849)
- Endrosis sarcitrella (Linnaeus, 1758) – Kleistermotte
- Epicallima bruandella (Ragonot, 1889)
- Epicallima formosella (Denis & Schiffermüller, 1775)
- Epicallima gerasimovi (Lvovsky, 1984)
- Epicallima icterinella (Mann, 1867)
- Epicallima mercedella (Staudinger, 1859)
- Epicallima mikkolai (Lvovsky, 1995)
- Eratophyes amasiella (Herrich-Schäffer, 1854) – Birken-Faulholzmotte
- Esperia sulphurella (Fabricius, 1775)
- Fabiola pokornyi (Nickerl, 1864)
- Goidanichiana jourdheuillella (Ragonot, 1875)
- Harpella forficella (Scopoli, 1763) – Tastermotte
- Herrichia excelsella Staudinger, 1871
- Hofmannophila pseudospretella (Stainton, 1849)
- Kasyniana diminutella (Rebel, 1931)
- Kasyniana indistinctella (Rebel, 1902)
- Kasyniana xenias (Meyrick, 1891)
- Metalampra cinnamomea (Zeller, 1839)
- Metalampra italica Baldizzone, 1977
- Oecophora bractella (Linnaeus, 1758)
- Oecophora kindermanni (Herrich-Schäffer, 1854)
- Oecophora superior (Rebel, 1918)
- Pseudocryptolechia sareptensis (Möschler, 1862)
- Schiffermuelleria grandis (Desvignes, 1842)

- Schiffermuelleria schaefferella (Linnaeus, 1758)
- Tachystola acroxantha (Meyrick, 1885)

##### Tribus Pleurotini
- Aplota nigricans (Zeller, 1852)
- Aplota palpella (Haworth, 1828)
- Holoscolia homaima Gozmány, 1954
- Holoscolia huebneri Koçak, 1980
- Holoscolia majorella Rebel, 1902
- Minetia adamczewskii (Toll, 1956)
- Minetia criella (Treitschke, 1835)
- Minetia crinitus (Fabricius, 1798)
- Minetia labiosella (Hübner, 1810)
- Pleurota marginella (Denis & Schiffermüller, 1775)
- Pleurota albarracina Rebel, 1917
- Pleurota amaniella Mann, 1873
- Pleurota amaurodoxa Meyrick, 1935
- Pleurota aorsella Christoph, 1872
- Pleurota arduella Rebel, 1906
- Pleurota aristella (Linnaeus, 1767)
- Pleurota bicostella (Clerck, 1759)
- Pleurota brevispinella (Zeller, 1847)
- Pleurota chalepensis Rebel, 1917
- Pleurota contignatella Christoph, 1872
- Pleurota contristatella Mann, 1867
- Pleurota cumaniella Rebel, 1907
- Pleurota cyrniella (Mann, 1855)
- Pleurota ericella (Duponchel, 1839)
- Pleurota eximia Lederer, 1861
- Pleurota filigerella Mann, 1867
- Pleurota gallicella Huemer & Luquet, 1995
- Pleurota grisea Amsel, 1951
- Pleurota hebetella Ragonot, 1889
- Pleurota honorella (Hübner, 1813)
- Pleurota metricella (Zeller, 1847)
- Pleurota nitens Staudinger, 1870
- Pleurota nobilella Rebel, 1900
- Pleurota planella (Staudinger, 1859)
- Pleurota protasella Staudinger, 1883
- Pleurota proteella Staudinger, 1880
- Pleurota pungitiella Herrich-Schäffer, 1854
- Pleurota pyropella (Denis & Schiffermüller, 1775)
- Pleurota sobriella (Staudinger, 1859)
- Pleurota teligerella (Staudinger, 1859)
- Pleurota tristatella Staudinger, 1871
- Pleurota vittalba Staudinger, 1871
- Pleurota creticella Rebel, 1916
- Pleurota glitzella (Staudinger, 1883)
- Pleurota pleurotella (Staudinger, 1871)
- Pleurota punctella (O. Costa, 1836)